# Vaqueros de Agua Prieta (baloncesto)
Para el equipo de béisbol, véase Vaqueros de Agua Prieta.
Los Vaqueros de Agua Prieta es un equipo de baloncesto profesional con sede en Agua Prieta, Sonora, México. Actualmente milita en el Circuito de Baloncesto del Pacífico. Anteriormente fue miembro fundador de la Liga Nacional de Baloncesto Profesional. 
También participó en el Circuito de Baloncesto de la Costa del Pacífico, donde obtuvo el subcampeonato en la temporada 2007. También participó en la Liga de Básquetbol Estatal de Chihuahua, obteniendo el subcampeonato en la temporada 2022.

## Historia
Los Vaqueros de Agua Prieta fueron uno de los equipos fundadores de la Liga Nacional de Baloncesto Profesional de México en el año 2000, en donde solamente participaron en la primera temporada.
Se integraron al Circuito de Baloncesto de la Costa del Pacífico de la temporada 2002 a la temporada 2008. Regresaron al Circuito únicamente para la temporada 2016.
En el CIBACOPA obtuvieron el subcampeonato en la temporada 2007, cayendo en la final contra Trigueros de Ciudad Obregón 4 juegos contra 2. Esa temporada, en la quinteta aguapretense destacó el novato Gustavo Ayón, quien a la postre se convertiría en jugador de la National Basketball Association y de la Selección de baloncesto de México.
Se incorporaron brevemente al Circuito de Baloncesto del Pacífico, la principal liga de desarrollo del país, en las temporadas 2020 y 2021.
En el 2022 se integraron a la Liga de Básquetbol Estatal de Chihuahua. En su temporada debut (y única en esta liga) lograron llegar a la final, enfrentándose a Dorados Capital, cayendo 0-4. De esa manera, consiguieron el segundo subcampeonato de su historia.
En el año 2023 se reincorporaron al Circuito de Baloncesto del Pacífico, liga en la cual participaron con anterioridad en las temporadas 2020 y 2021.

## Jugadores

### Roster actual
Actualizado al 24 de febrero de 2022.
"Temporada 2022"
| Vaqueros de Agua Prieta Roster 2022 |    |                           |                                 |
| C U E R P O T É C N I C O           |    |                           |                                 |
| Entrenador                          |    | Bandera de México         | Amsy Enay Morales Maytorena     |
| Asistente                           |    | Bandera de México         | Hared Alan Soto Enríquez        |
| J U G A D O R E S                   |    |                           |                                 |
| Base                                | 1  | Bandera de Estados Unidos | Josué Buargue Rodríguez         |
| Base                                | 2  | Bandera de México         | Heriberto Trejo Morales         |
| Alero                               | 3  | Bandera de Estados Unidos | Rayes Tony Gallegos Jr.         |
| Ala-pívot                           | 4  | Bandera de México         | José Miguel Martínez Crespo     |
| Escolta                             | 7  | Bandera de México         | Víctor Manuel Soto Palomino     |
| Base                                | 8  | Bandera de México         | Víctor Ramón Álvarez Diez       |
| Alero                               | 10 | Bandera de México         | Saul Misael Santana Corral      |
| Base/Escolta                        | 11 | Bandera de Estados Unidos | Hameed Tariq Ali                |
| Ala-pívot                           | 17 | Bandera de México         | Juan Manuel Esteva Hernández    |
| Base/Escolta                        | 22 | Bandera de México         | Daniel Gonzalo Valencia Cota    |
| Ala-pívot/Pívot                     | 24 | Bandera de México         | José Guadalupe Valdéz Rodríguez |
| Alero                               | 25 | Bandera de México         | Alejandro Villanueva López      |
| Ala-pívot                           | 30 | Bandera de Estados Unidos | Marvin Phillips Jr.             |
| Ala-pívot                           | 60 | Bandera de Estados Unidos | Xavier Gibson                   |
| = Capitán                           |    |                           |                                 |

 =  Cuenta con nacionalidad mexicana. 

### Jugadores destacados
Por definir.